# Gregg Strouse
Gregg Strouse (Long Branch, Nova Jérsei, 26 de Setembro de 1973) é um ator estadunidense, mais conhecido por seu trabalho como Cully na telenovela Desire.